# لوبیا چشم‌بلبلی
لوبیای چشم‌بُلبُلی (نام علمی: Vigna unguiculata) یکی از بنشن‌ها است.
این گیاه از تیرهٔ باقلاییان (Fabaceae)، راستهٔ باقلاسانان (Fabales) است.
به فارسی «لوبیا چشم‌بلبلی» و نوعی از آن را لوبیای گل گویند. در کتب طب سنتی با نام «لوبیای بلدی» و به هندی «لوبا» گفته می‌شود. به فرانسوی Dolic a oeil noer یا Oolique a oeil noir و به انگلیسی Catjang, Cow pwas , Black eye pea گفته می‌شود.
گیاهی است از خانواده بقولات و تا به حال ۲۰ گونه مختلف از آن شناسایی شده‌است. گونه معروف و معمول آن که برای مصرف میوه و ثمر آن به‌طور سبز یا خشک کاشته می‌شد. دارای نام علمی Hassk vigna sinensis (L) savi. Ex می‌باشد.
سابقاً این گیاه را گیاه‌شناسان در جنس Dolichos طبقه‌بندی می‌نمودند ولی فعلاً معمول است که آن را در جنس Vigna می‌گذارند. در تعدادی از مدارک V.catjang را به عنوان نام اصلی ذکر می‌کنند و در عده‌ای نیز V. cylindrica و بقیه به عنوان نام‌های مترادف می‌آوردند.

## مشخصات
لوبیای چشم‌بلبلی از نظر خانواده گیاهی نزدیک به لوبیا است. گیاهی است یکساله مختص مناطق گرمسیر. ساقه آن قائم و افراشته، برگ‌های آن مرکب به طول حدود ۱۵ سانتی‌متر، برگچه‌های آن نازک، بیضی، نوک تیز و دارای بریدگی است.
گل‌های آن زرد یا زرد مایل به قرمز کنار برگ‌ها ظاهر می‌شد. میوه آن نیام مانند لوبیا و غلاف آن دراز که طول آن در بعضی ارقام مثلاً در دولیک اسپرژ تا ۹۰ سانتی‌متر می‌رسد که در آن ۴۰–۱۰ دانه قرار دارد. این گیاه در مناطق گرم آسیا و آمریکا و جنوب اروپا و جنوب ایران و در هندوستان می‌روید. در ایران در بلوچستان می‌روید و در سایر مناطق گرم ایران پرورش داده می‌شود. بسیار مقاوم به خشکی است.
موقع کشت آن چون باید هوا گرم شده باشد تا بروید دیرتر از سایر ارقام لوبیا می‌باشد و برداشت آن نیز مدتی پس از سایر ارقام لوبیاهای معمولی است. نام گونه‌ای که در بلوچستان ایران می‌روید V.catjang Endi, (Hook) ذکر می‌شود. ارقام مهم دولیک که برای دانه یا گل کاشته می‌شود به‌طور مختصر عبارتند از:
1. لوبیای چشم‌بلبلی یا دولیک چشم سیاه که به فرانسوی Dolic a oeil noir یا Mougette یا Bannette و به انگلیسی Cowpea ویا Black eye pea گویند نام علمی این گونه همان است که در این بخش آمده به علاوه در کتب باغبانی نام این رقم را Dollichos unguiculatus یا Vigna unguiculata نیز می‌نویسند.
2. دولیک مارچوبه‌ای که به فرانسوی Dolic asperge و به انگلیسی Yard ling bean گویند. این رقم را با نام Dolichos sesquipedalis در کتب باغبانی می‌نامند. این رقم مخصوص هندوستان و آمریکای گرمسیری است.
3. دولیک ارغوانی یا لوبیای گل که به فرانسوی Lablab و H yacinth - bean گفته می‌شود. این رقم معمولاً برای گل زیبای آن نیز کاشته می‌شود و خواص دارویی نیز دارد.

### خواص-کاربرد
در چین از لوبیای چشم‌بلبلی گونه V.sinensis به عنوان تونیک، مقوی تسکین دهندهٔ تشنگی استفاده می‌شود و معتقدند که برای اسهال نافع است و از تکرار ادرار جلوگیری می‌کند. خاکستر غلاف آن را داخل چای، خوب مخلوط و دم کرده و برای تحریک درد زایمان به زنان می‌دهند. از عصارهٔ ساقه و برگ آن که گرم شود به صورت قطره برای تسکین درد گوش مصرف می‌شود. برگ‌های خشک آن را به صورت گرد درآورده و مخلوط با زاج سفید روی پستان می‌گذارند تا از ترشح شیر در پستان جلوگیری شود. لوبیا چشم بلبلی نفاخ است ولی کمتر از سایر اقسام لوبی‌ها.
در هندوستان از دانهٔ لوبیا چشم‌بلبلی به عنوان مدر و برای تقویت معده استفاده می‌شود و پخته و آب پز آن را می‌خودند و معتقدند ضمن این که غذای خوبی است برای از بین بردن کرم معده نیز مفید است.
در چین مصرف وسیع دارویی گونه Dolichos lablab L. که مترادف آن Lablab vulgavis Savi. می‌باشد به شرح زیر است.
این گیاه در اکثر مناطق گرمسیری و نیمه‌گرمسیری کاشته می‌شود. در چین معمولاً در اواخر تابستان غنچه‌ها و گل‌های آن را جمع‌آوری و در سایه خشک می‌کنند. این دارو کمی شیرین کمی نیز گرم است و برای اختلالات حاصل از گرمازدگی تابستان به کار می‌رود و ضمناً مخلوط گل‌ها و ساقه‌های قرمز رنگ گیاه برای اسهال خونی تجویز می‌شود. {چونگ یائوچی}
{استوارت} در کتابش بیشتر از خواص دارویی دانهٔ آن سخن گفته ولی اضافه کرده‌است که گل‌های آن در موارد ترشحات شفید سوزناکی مهبل و ترشحات مفرط و خارج ار اندازهٔ خون در دوران قاعدگی منوراجیا نیز تجویز می‌شود. {روا} نیز معتقد است که از دانه و گل‌های آن یکسان به عنوان دارو استفاده می‌شود.
{کروست و پتلو} نظر داده‌اند که گل‌های آن به عنوان قاعده‌آور و برای معالجهٔ التهاب رحم بامتری تیس تجویز می‌شود، ولی در مورد دانه‌های گیاه در اکثر منابع آمده‌است که به عنوان تونیک و مقوی معده {استوارت}، آرامبخش {تانا کاواودتشیما}، ضد اسپالم برای معالجهٔ کولیک و وبا {استوارت}، تب‌بر، کاهش دهندهٔ حرارت در موارد آفتاب زدگی {استوارت، کروست و پتلو} قاعده‌آور {ابرت} ضد سم است و در موارد مسمومیت‌های ناشی از خوردن الکل و تریاک و پادزهر برای مسمومیت‌های گیاهی {استوارت، ایش دویا} مفید است، تشنگی را کاهش می‌دهد {استوارت} بخصوص تشنگی در دیابت را تسکین می‌دهد {رید} به علاوه برای معالجهٔ اسهال {استوارت}.

و اسهال خونی مزمن {چیو} و روماتیسم {هاو} تجویز می‌گردد. از برک‌های آن نیز در موارد فوق استفاده می‌شود و همچنین از ضماد برگ‌های گیاه روی محل مار گزیدگی می‌گذارند {کروست و پتلو}. در شبه جزیرهٔ مالایا برای رفع گوش درد چند قطره از شیرهٔ برگ‌های گیاه را در گوش می‌چکانند {برکیل و هاتیف}. در اندونزی به شیرهٔ حاصله ار برگ‌ها و غلاف شدهٔ گیاه اب

## نگارخانه

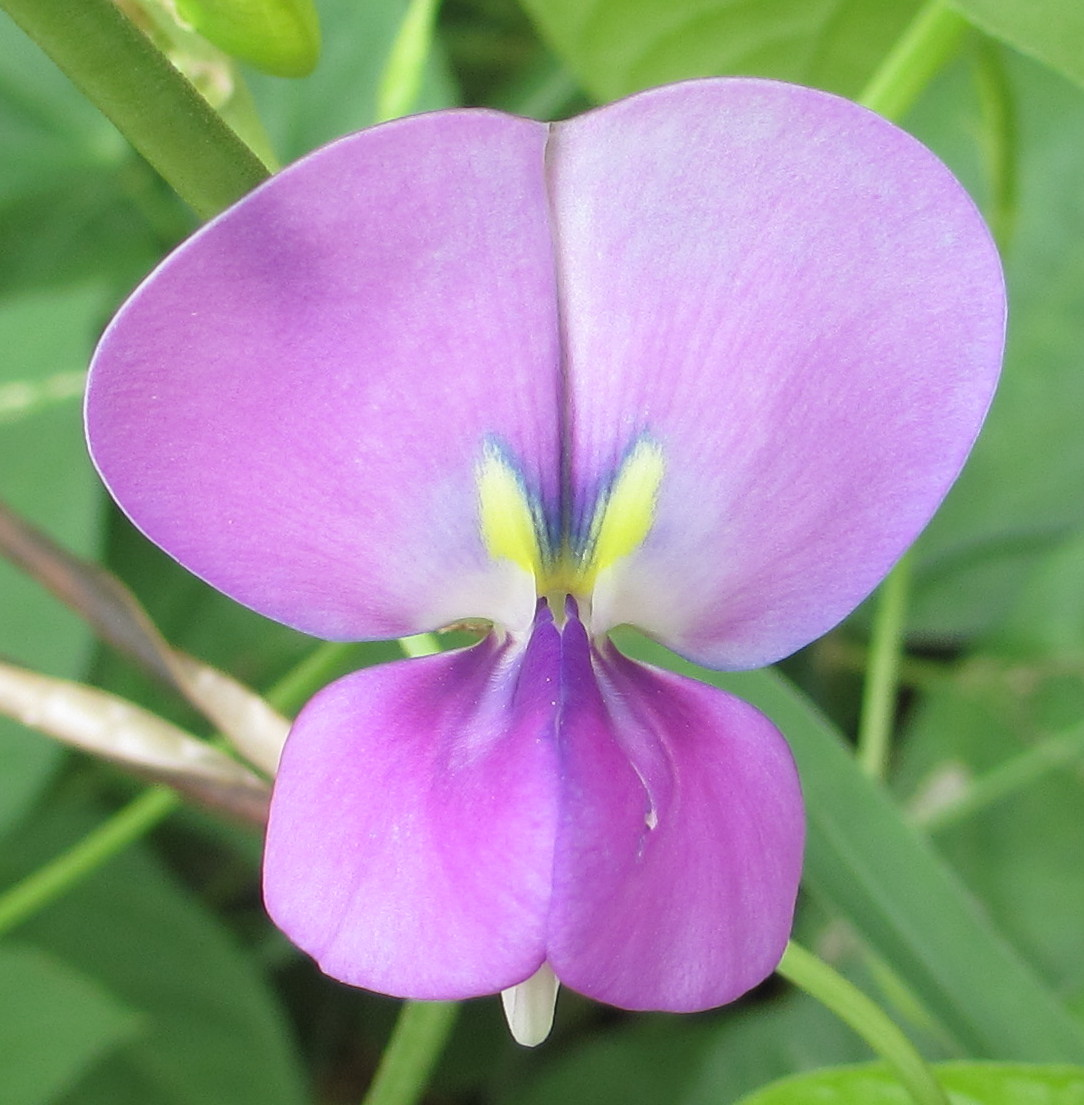
گل لوبیا چشم بلبلی
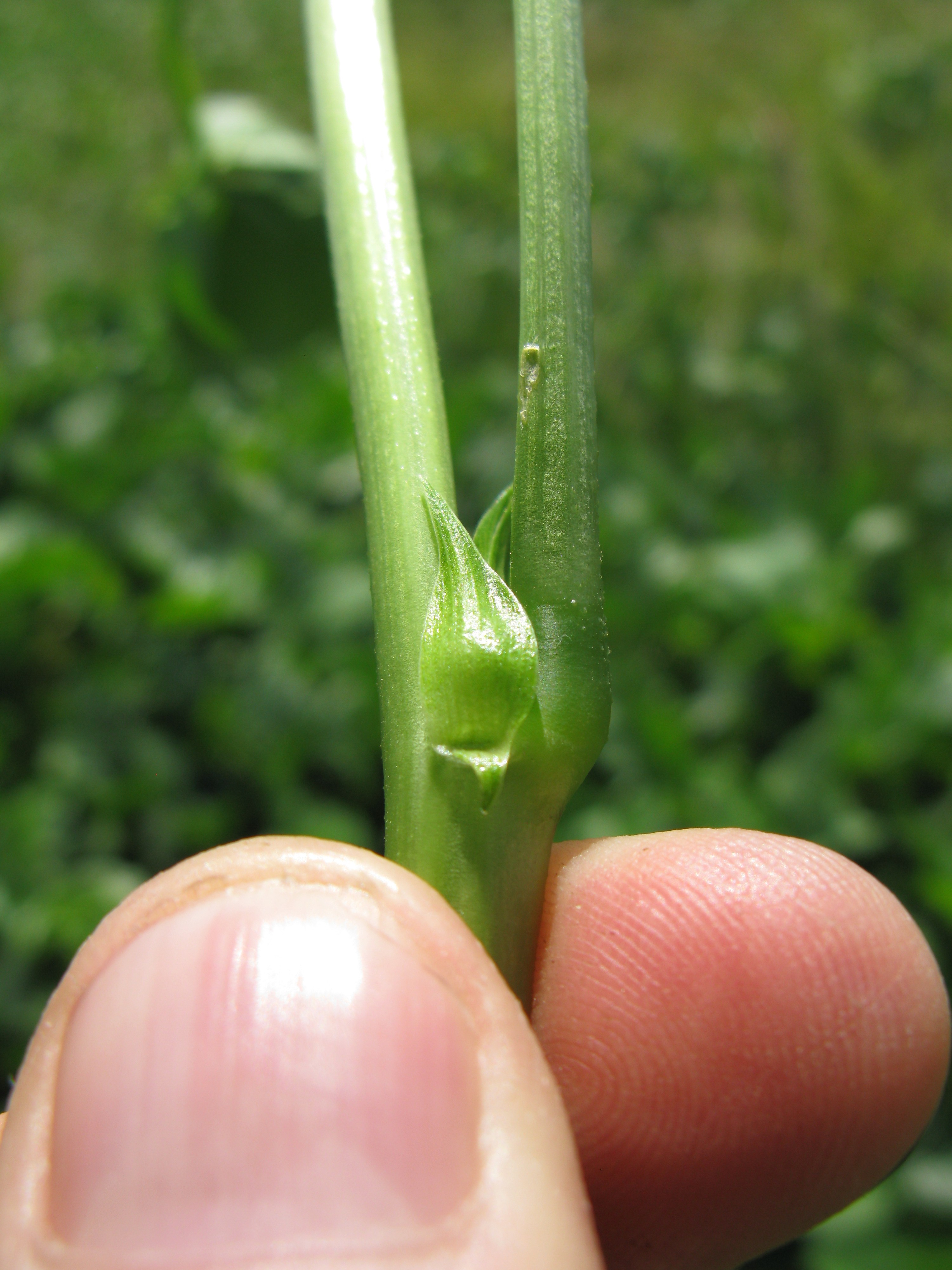
بذر لوبیا در حال رشد
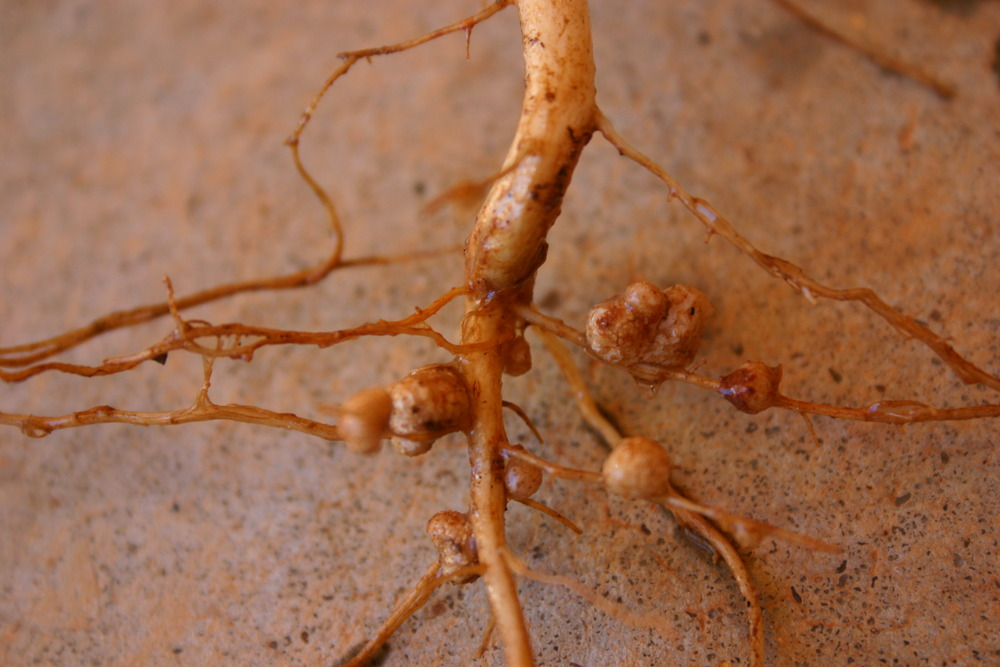
لوبیا چشم بلبلی داخل پوسته
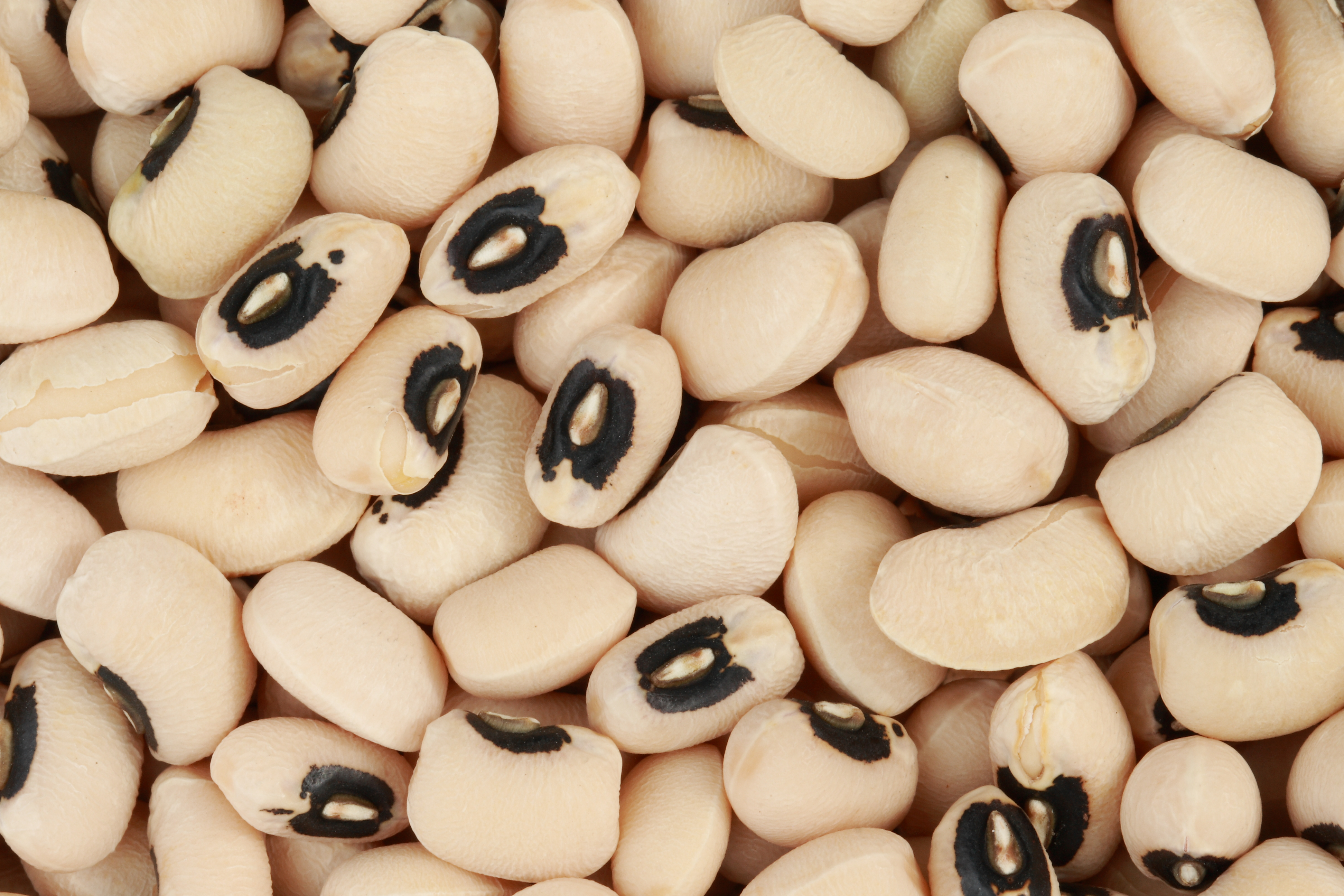
لوبیا چشم بلبلی